# Jane Rutter
Jane Rutter, née le 2 novembre 1958, est une flûtiste australienne.
Elle a étudié auprès des flûtistes français Jean-Pierre Rampal et Alain Marion. Christophe Lecourtier, alors ambassadeur de France en Australie, remet l'ordre des Arts et des Lettres à Jane Rutter le 18 novembre 2016 lors d'un concert et d'une cérémonie organisés à l'Opéra de Sydney.